# Homo homini lupus est
Homo homini lupus est és un políptot llatí d'ús actual que significa l'home és un llop per a l'home. És originària del comediògraf Plaute (254 aC – 184 aC) en la seva obra Asinaria, on el text exacte diu:
| « | (llatí) Lupus est homo homini, non homo, quom qualis sit non novit. | (català) L'home és un llop per a l'home, i no és home, quan desconeix qui és l'altre. | » |

Va ser popularitzada per Thomas Hobbes, filòsof anglès del segle xvii, a la seva obra Leviatan, que diu que l'egoisme és bàsic en el comportament humà, encara que la societat intenta corregir tal comportament afavorint la convivència. Sovint s'assenyala equivocadament a aquest filòsof com a autor de la cita. Se cita amb freqüència quan es fa referència als horrors dels quals és capaç la humanitat amb si mateixa. Gramaticalment, està formada amb el nominatiu i datiu de homo, -inis (home), i el nominatiu de lupus, -i (llop).